# El elefante y la bicicleta
El elefante y la bicicleta és una pel·lícula cubana del 1994 dirigida dirigida per Juan Carlos Tabío en coproducció de l'ICAIC i el Channel 4.

## Argument
"El Isleño", un jove que pretén fer fortuna per a casar-se amb Marina Soledad, el seu amor d'adolescent, porta el cinematògraf per primera vegada a u poblet envoltat per la mar. Està unit a la terra ferma per un fràgil pont de fusta que apareix tallat després de la primera projecció, com el que passa a Robin Hood, única pel·lícula que ha portat l'illenc.
A partir d'aquest moment la imaginació dels pobladors i els seus desitjos de conèixer i transformar la realitat promourà un màgic mecanisme mitjançant el qual cada projecció portarà una pel·lícula "diferent" que devela secrets i manca de les seves vides, i que els incita a actuar en conseqüència en aquest bell tribut al centenari del cinema.

## Repartiment
- Luis Alberto García - El Isleño
- Lillian Vega - Marina Soledad
- Raúl Pomares - Gavilán
- Martha Farré - Da. Iluminada
- Daisy Granados - Da. Mercedes, La gitana
- Adolfo Llauradó - Prudencio
- Patricio Wood - Santiago
- Fidelio Torres - Samuel
- Paula Alí - Eloisa
- Elvira Enríquez - Serafina, Mestra
- Osvaldo Doimeadiós - Cura
- Serafín García - Maldonado
- Gladys Zurbano - Nila
- Alejandro Palomino - Rojo
- Alexander Rey - Felipe

## Premis i candidatures
X Premis Goya
| Categoria                          | Resultat |
| ---------------------------------- | -------- |
| Millor pel·lícula hispanoamericana | Nominada |

Festival Internacional del Nou Cinema Llatinoamericà de l'Havana
| Categoria      | Persona           | Resultat   |
| -------------- | ----------------- | ---------- |
| Millor actriu  | Lillian Vega      | Guanyadora |
| Premi Fipresci | Juan Carlos Tabío | Guanyadora |